# Carex microglochin
Carex microglochin je druh jednoděložné rostliny z čeledi šáchorovité (Cyperaceae).

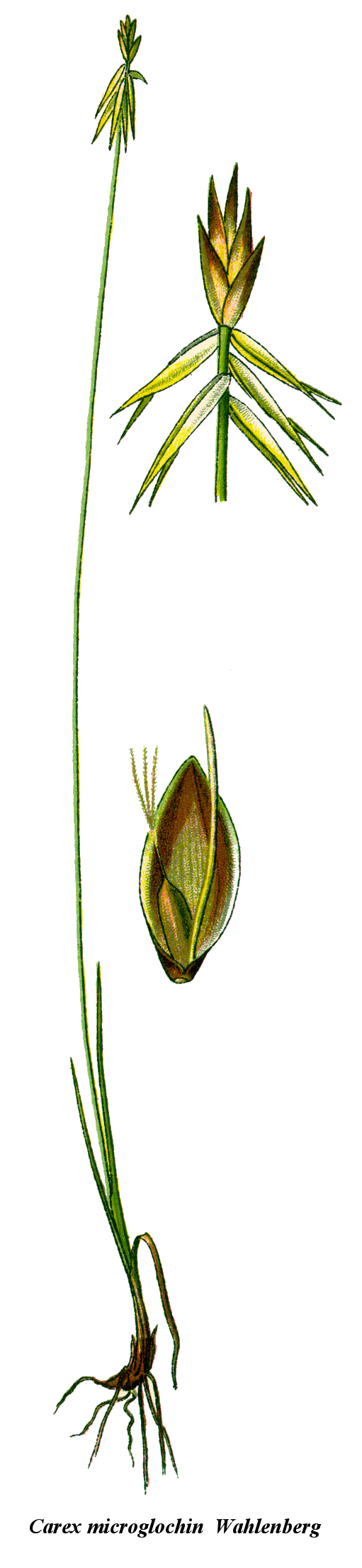
Ilustrace

## Popis
Jedná se o vytrvalou rostlinu, která dosahuje výšky 7–20 cm s oddenky, je netrsnatá, lodyhy vyrůstají jednotlivě nebo po několika. Lodyha je skoro oblá, hladká, delší než listy. Listy jsou střídavé, přisedlé, s listovými pochvami. Čepele listů jsou žlábkovité a štětinovité, asi 0,5–0,8 mm široké. Carex microglochin patří mezi jednoklasé ostřice, to znamená, že na vrcholu lodyhy je pouze 1 klásek, který asi 4–11 mm dlouhý. Je to rostlina jednodomá, v horní části klásku se nacházejí samčí květy, v dolní samičí. Okvětí chybí. V samčích květech jsou zpravidla 3 tyčinky. Blizny jsou většinou 3. Plodem je mošnička, která je asi 3,5–4,5 mm dlouhá, na vrcholu zakončená málo zřetelným zobánkem, z jehož ústí vyčuhuje cca 0,5–2,8 mm osinovitý vrchol osy klásku. Mošničky jsou úzce vejčitě kopinaté, delší než plevy, za zralosti jsou dolů skloněné. Každá mošnička je podepřená plevou, která je kratší než mošnička a opadává ještě před dozráním mošničky. Počet chromozómů: 2n=50.

## Rozšíření
Jedná se o severský a horský druh. Roste na Islandu, v Grónsku, ve Skandinávii, v severním Rusku, na Sibiři, velehory centrální Asie, na jihu jen izolovaně Kavkaz a Alpy. Dále roste v Severní Americe, hlavně Aljaška a Kanada. Další rozšíření je v Jižní Americe, Patagonie, Falklandy, Ohňová země aj.